# The Spencer Davis Group
The Spencer Davis Group foi uma banda de rock formada em 1963 em Birmingham, Inglaterra, por Spencer Davis (guitarra), Steve Winwood (órgão e vocais), Muff Winwood (baixo) e Peter York (bateria).
Foi mais conhecida por seus sucessos "Keep On Running" (primeira colocação entre os mais vendidos no Reino Unido), "Gimme Some Lovin'" e "I'm a Man".
Depois de várias mudanças na formação, o grupo separou-se em 1969.

## Discografia

### No Reino Unido
- Their First LP (Fontana TL 5242) (julho de 1965)
- The Second Album (Fontana TL 5295) (janeiro de 1966)
- Autumn '66 (Fontana TL 5359) (setembro de 1966)
- With Their New Face On (United Artists ULP 1192) (1968)

### Nos EUA
- I'm A Man (United Artists UAL 3859) (1966)
- Gimme Some Lovin' (United Artists UAL 3578) (1967)
- With Their New Face On (United Artists UAS 6652) (1968)

### Outros
- The Somebody Help Me Project (1993)